# Tabre
Tabre és un municipi francès, situat al departament de l'Arieja i a la regió d'Occitània. El 2018 tenia 361 habitants.
Des del 2014, l'alcalde és Pascal Serre.